# حسان بن يسار الهذلي
حسان بن يسار الهذلي الاندلسي، قاضي الأندلس في عصرة ومن وجهاءها في وقت دخول الإمام عبد الرحمن بن معاوية إلى الأندلس. وكان من أهل العلم ولد في بلنسية وتوفي في سرقسطة ويقال إن بني قسي حكام الثغر الأعلى في الأندلس أسلموا على يديه.